# Tikrit East Airport

i7
i11
i13
Der Tikrit East Airport (ICAO: ORTK, FAA: IQ-0052) ist ein Militärflugplatz 9 km östlich von Tikrit (Irak). Er liegt östlich des Tigris. Er ist neben Camp Speicher und Tikrit South Airport einer von drei Flughäfen im Umfeld der Stadt. Er verfügt über zwei Start- und Landebahnen sowie Rollbahnen und einige Gebäude. Er ist zurzeit verlassen. 